# Forex Club
Forex Club — це група компаній, яка надає послуги на роздрібному ринку контрактів на різницю цін в першу чергу при торгівлі іноземною валютою. Компанія використовує торгові платформи Libertex та MT4/MT5, до її структури входять фінансові та освітні компанії.

## Історія
Компанія була заснована в 1997 році.
В 2010 році компанія придбала 100 % акцій російського форекс-брокера «Акмос Трейд». Бренд «Акмос Трейд» був збережений та включений до складу групи компаній Forex Club.
У 2012 році Quadro Capital Partners придбала міноритарний пакет акцій групи компаній Forex Club, сума угоди названа не була. У грудні 2013 року Forex Club та Quadro Capital Partners заснували венчурний фонд FXC-QCP VC, об'ємом до 200 мільйонів доларів.
У січні 2015 року Forex Club у клієнтському офісі компаній організував музейний проект «Жива колекція приватних інвестицій». «Жива колекція» виконана у вигляді інтерактивної освітньо-розважальної експозиції, що висвітлює історію інвестування та розпорядження приватними капіталами.
У грудні 2015 року Forex Club подав до російського Центробанку заяву на отримання ліцензії форекс-дилера відповідно до Закону «Про Форекс» у РФ, однак Банк Росії у червні 2016 року у отриманні ліцензії відмовив. За словами представників компанії, після усунення формальних зауважень до ЦП буде подано повторну заявку. У жовтні 2016 року Forex Club ліцензію отримав.
У квітні 2016 року Forex Club був внесений до реєстру форекс-компаній Нацбанку Білорусії та став першою компанією з російським капіталом, яка отримала білоруську ліцензію.
У вересні 2020 року Роскомнагляд заблокував для громадян РФ основний домен fxclub.org.

## Показники діяльності
За даними інформаційного агентства «Фінмаркет», у 2014 році Forex Club увійшов до трійки лідерів серед форекс-дилерів у Росії за кількістю клієнтів та обсягами середньомісячних оборотів. Число активних клієнтів компанії 71,83 тис. чол., що становить 16,97 % всього ринку (за цим показником Forex Club поступається тільки компанії Alpari — 120 тис. чол. та 28,35 % ринку). Середньомісячний оборот компанії склав 63,32 млрд доларів США, що становить 18,09 % ринку (поступається за цим показником тільки Alpari — 107 млрд доларів і 30,56 % ринку).
У 2015 році трійка лідерів за основними показниками не змінилась. За кількістю клієнтів вона має такий вигляд: Alpari — 137 тис. (29,5 % ринку), Forex Club — 80 тис. (17,2 % ринку), TeleTRADE — 61 тис. (13,1 % ринку); за обсягами середньомісячних оборотів: Alpari — 90 млрд доларів (27,1 % ринку), Forex Club — 54 млрд доларів (16,2 % ринку), TeleTRADE — 45 млрд доларів (13,5 % ринку).
За даними дослідження Інтерфакс, кількість офісів та представництв компанії Forex Club у Росії становить 41 і ще 18 — за кордоном. В 2019 Forex Club закрив всі офіси в Росії і перестав працювати з громадянами РФ.

## Керівництво
У 2012—2013 роках раду директорів Forex Club очолював Павло Теплухін. У березні 2013 року цю посаду обійняв засновник та генеральний директор компанії В'ячеслав Таран. У липні 2015 року пост генерального директора обійняв колишній виконавчий віце-президент та фінансовий директор Майкл Гайгер.

## Критика
У 2010 році у ЗМІ з'явились повідомлення про те, що власний капітал Forex Club Financial Company Inc. на 31 січня не відповідав ліцензійним вимогам: до мінімального рівня 20 млн доларів не вистачало 392 тисячі. Хоча у листопаді 2009 року капітал Forex Club становив 24,3 млн доларів, проте до 31 січня знизився до 19,6 млн. Керівництво компанії пояснило це тим, що ліцензійний капітал — це фактично заморожені гроші, і компанія намагається тримати його на мінімально допустимому рівні. За словами віце-президента Forex Club FC Петра Татарникова, головною причиною падіння капіталу стало зростання клієнтських позицій. У результаті він був збільшений на 1,5 млн доларів, а компанія — оштрафована на 10 000 доларів Національною асоціацією ф'ючерсів США (NFA).
У 2012 році NFA оштрафувала компанію на 300 тисяч доларів за помилки у звітності та нерегулярну передачу інформації про нових клієнтів американським службам по боротьбі з відмиванням грошей у сфері фінансів FinCEN та OFAC.

## Анулювання ліцензії
27 грудня 2018 року Центробанк Росії анулював ліцензію професійного учасника ринку цінних паперів на провадження діяльності форекс-дилера для компанії ТОВ «Форекс Клуб», що входить до групи Forex Club. Причиною стали порушення вимог ЦП щодо ведення внутрішнього обліку в 2018 році, надання недостовірної звітності, порушення вимог до співвідношення розміру забезпечення, що надається фізичними особами та невиконання приписів Банку Росії. Також анульовано кваліфікаційні атестати гендиректора ТОВ «Форекс Клуб» Павла Карягіна та його заступника Юрія Соловйова. У той же день аналогічні заходи були вжиті щодо інших великих компаній цього ринку (ТОВ «Альпарі Форекс» та ТОВ «Телетрейд Груп») та їх посадових осіб.
4 лютого 2020 року Forex Club уклав угоду про партнерство з російським ліцензованим форекс-дилером Альфа-Форекс, що дозволило торговій марці Forex Club знову працювати з громадянами РФ.